# Олга Бити
Олга Бити (на ладино: Olga Bitti) е еврейска писателка, общественичка и ционистка активистка от Османската империя.

## Биография
Бити е родена като Олга Молхо в 1883 година в Солун, тогава в Османската империя, днес Гърция. Активен член е на Световната женска ционистка организация в Скопие до 1941 година. Организира културния живот на младежите в рамките на младежката организация „Хашомер Хацаир“. По нейните драматични текстове, написани на ладински, са играни множество представления, на които тя е режисьор, сценограф, изпълнител на пиано и суфльор.
Умира в 1970 година в Кибуц Гат, Израел.